# Raffaele Borea Ricci d'Olmo
Raffaele Borea Ricci d'Olmo, citato anche con le grafie Borea-Ricci o Borea Ricci (Albenga, 20 dicembre 1857 – 1942), è stato un ammiraglio italiano.
Fu il primo governatore (soltanto provvisorio) della Tripolitania italiana.

## Biografia
Nato ad Albenga da una nobile famiglia, era cugino di Raffaele Cadorna e parente di Marcello Amero d'Aste Stella e proprio sull'esempio di quest'ultimo volle intraprendere la carriera militare scegliendo di frequentare la Scuola di marina di Genova.

Raffaele Borea Ricci d'Olmo a Tripoli

Il 23 dicembre del 1902, al comando dell'incrociatore corazzato Elba della Regia Marina, assieme alle navi inglesi e tedesche, partecipò al blocco navale lungo le coste del Venezuela. Dal 1902 al 1904 fece il periplo del mondo, ed era presente con l'Elba alla battaglia della baia di Chemulpo.
Allo scoppio della guerra italo-turca il 30 settembre del 1911, una squadra navale italiana al comando del contrammiraglio Raffaele Borea Ricci d'Olmo, con insegna sulla corazzata Sicilia si presentò davanti a Tripoli intimando la capitolazione della città.
Il 2 ottobre, in assenza della resa, la squadra iniziò il bombardamento delle fortificazioni.
Il giorno 5 un contingente di marinai forte di 1 700 uomini, con 6 cannoni della corazzata Re Umberto, al comando del capitano di vascello Umberto Cagni, sbarcò occupando Tripoli, abbandonata dalla guarnigione turca già dal giorno precedente. Il primo convoglio con truppe del Regio Esercito avrebbe preso terra soltanto l'11 ottobre.
Il 7 ottobre 1911 Raffaele Borea Ricci d'Olmo divenne il primo governatore della Tripolitania italiana, carica che mantenne per pochi giorni cedendola l'11 dello stesso mese al generale Carlo Caneva. Il governatorato retto da Borea Ricci d'Olmo riguardava in realtà la sola città di Tripoli conquistata pochi giorni prima dalle truppe da sbarco del capitano di vascello Umberto Cagni.

## Ascendenza
|                         |                                          |                                   | Genitori                          |  |  | Nonni |  |  | Bisnonni             |  |  | Trisnonni    |  |
|                         |                                          |                                   |                                   |  |  |       |  |  | Carlo Vincenzo Borea |  |  | Tomaso Borea |  |
|                         |                                          |                                   |                                   |  |  |       |  |  | Carlo Vincenzo Borea |  |  | Tomaso Borea |  |
|                         |                                          | Ottavia Camilla Ricci             |                                   |  |  |       |  |  | Carlo Vincenzo Borea |  |  |              |  |
| Emanuele Borea Ricci    |                                          |                                   |                                   |  |  |       |  |  | Carlo Vincenzo Borea |  |  |              |  |
|                         |                                          | Maria Anna Ricci                  | Carlo Vincenzo Ricci              |  |  |       |  |  |                      |  |  |              |  |
|                         |                                          | Maria Anna Ricci                  | Carlo Vincenzo Ricci              |  |  |       |  |  |                      |  |  |              |  |
|                         |                                          | Maria Anna Ricci                  | ?                                 |  |  |       |  |  |                      |  |  |              |  |
| Francesco Borea Ricci   |                                          | Maria Anna Ricci                  |                                   |  |  |       |  |  |                      |  |  |              |  |
|                         |                                          | Giuseppe d'Aste, marchese         | ?                                 |  |  |       |  |  |                      |  |  |              |  |
|                         |                                          | Giuseppe d'Aste, marchese         | ?                                 |  |  |       |  |  |                      |  |  |              |  |
|                         |                                          | Giuseppe d'Aste, marchese         | ?                                 |  |  |       |  |  |                      |  |  |              |  |
| Girolama d'Aste         |                                          | Giuseppe d'Aste, marchese         |                                   |  |  |       |  |  |                      |  |  |              |  |
|                         |                                          | ?                                 | ?                                 |  |  |       |  |  |                      |  |  |              |  |
|                         |                                          | ?                                 | ?                                 |  |  |       |  |  |                      |  |  |              |  |
|                         |                                          | ?                                 | ?                                 |  |  |       |  |  |                      |  |  |              |  |
| Raffaele Borea Ricci    |                                          | ?                                 |                                   |  |  |       |  |  |                      |  |  |              |  |
|                         | Carlo Zaccaria Giovanni Battista Cadorna | Giovanni Battista Cadorna         |                                   |  |  |       |  |  |                      |  |  |              |  |
|                         | Carlo Zaccaria Giovanni Battista Cadorna | Giovanni Battista Cadorna         |                                   |  |  |       |  |  |                      |  |  |              |  |
|                         | Carlo Zaccaria Giovanni Battista Cadorna | Francesca Bianchini               |                                   |  |  |       |  |  |                      |  |  |              |  |
| Luigi Cadorna           | Carlo Zaccaria Giovanni Battista Cadorna |                                   |                                   |  |  |       |  |  |                      |  |  |              |  |
|                         |                                          | Laura Bianchini                   | ?                                 |  |  |       |  |  |                      |  |  |              |  |
|                         |                                          | Laura Bianchini                   | ?                                 |  |  |       |  |  |                      |  |  |              |  |
|                         |                                          | Laura Bianchini                   | ?                                 |  |  |       |  |  |                      |  |  |              |  |
| Maria Galeazza Cadorna  |                                          | Laura Bianchini                   |                                   |  |  |       |  |  |                      |  |  |              |  |
|                         |                                          | Giovanni Bossi, marchese di Musso | Galeazzo Bossi, marchese di Musso |  |  |       |  |  |                      |  |  |              |  |
|                         |                                          | Giovanni Bossi, marchese di Musso | Galeazzo Bossi, marchese di Musso |  |  |       |  |  |                      |  |  |              |  |
|                         |                                          | Giovanni Bossi, marchese di Musso | Eleonora Della Porta              |  |  |       |  |  |                      |  |  |              |  |
| Virginia Bossi di Musso |                                          | Giovanni Bossi, marchese di Musso |                                   |  |  |       |  |  |                      |  |  |              |  |
|                         |                                          | Clara Rossini                     | Carlo Rossini                     |  |  |       |  |  |                      |  |  |              |  |
|                         |                                          | Clara Rossini                     | Carlo Rossini                     |  |  |       |  |  |                      |  |  |              |  |
|                         |                                          | Clara Rossini                     | ? Bellasio                        |  |  |       |  |  |                      |  |  |              |  |
|                         |                                          | Clara Rossini                     |                                   |  |  |       |  |  |                      |  |  |              |  |